# Долиновка (Оренбургская область)
Долиновка — село в Переволоцком районе Оренбургской области. Входит в состав Кичкасского сельсовета.

## Географическое положение
Расположено в долине к северу от реки Большой Уран, в 80 км к северо-западу от Оренбурга.

## История
Немецкое меннонитское село Долиновка основано в 1901 году переселенцами из молочанских колоний. Меннитские общины Клубниково и Деевка. До революции входило в состав Кипчакской волости Оренбургского уезда Оренбургской губернии. После в составе Покровского, Кичкасского немецкого и Новосергиевского районов. В 1932 году образован колхоз им. Коминтерна, с 1950 года отделение колхоза им. Калинина, затем Тельмана.

## Население
| 1903 | 1917 | 1920 | 1926 | 1930 | 1976 | 2002 |
| ---- | ---- | ---- | ---- | ---- | ---- | ---- |
| 165  | ↗380 | ↘283 | ↘219 | ↗261 | ↗270 | ↘234 |
| 2010 |      |      |      |      |      |      |
| ↘201 |      |      |      |      |      |      |

Национальный состав
По данным Всероссийской переписи населения 2010 года:
| №  | Национальность | Численность, чел. | Доля |
| -- | -------------- | ----------------- | ---- |
| 1  | русские        | 98                | 49 % |
| 2  | татары         | 37                | 19 % |
| 3  | немцы          | 20                | 11%  |
| 4  | башкиры        | 15                | 8%   |
| 5  | украинцы       | 9                 | 4%   |
| 6  | армяне         | 6                 | 3 %  |
| 7  | казахи         | 5                 | 2%   |
| 8  | таджики        | 5                 | 2%   |
| 9  | корейцы        | 3                 | 1 %  |
| 10 | узбеки         | 3                 | 1 %  |